# Pteroptrix maura
Pteroptrix maura is een vliesvleugelig insect uit de familie Aphelinidae. De wetenschappelijke naam is voor het eerst geldig gepubliceerd in 1934 door Masi.